# Geographie Rumäniens

Lage Rumäniens in der Europäischen Union

Rumänien ist ein Land im Südosten Europas. Es nimmt unter anderem Teile der Karpaten und der ausgedehnten Tiefebenen am Unterlauf der Donau ein.

## Staatsgebiet und Grenzen
Rumänien liegt zwischen 43° 37′ 7″ und 48° 15′ 06″ nördlicher Breite und 20° 15′ 44″ und 29° 43′ 6″ östlicher Länge.
Der nördlichste Punkt befindet sich am Ufer des Flusses Pruth (Prut) in der Nähe der Ortschaft Horodiștea (Gemeinde Păltiniș im Kreis Botoșani) an der Grenze zur Republik Moldau. Den südlichsten Punkt Rumäniens bildet das Ufer der Donau südöstlich der Stadt Zimnicea im Kreis Teleorman. Die westlichste Stelle des Landes liegt auf dem Gebiet der Gemeinde Beba Veche (Kreis Timiș) an der serbischen Grenze, die östlichste am Ende des Südufers des Sulinaarms bei dessen Mündung ins Schwarze Meer bei Sulina (Kreis Tulcea).

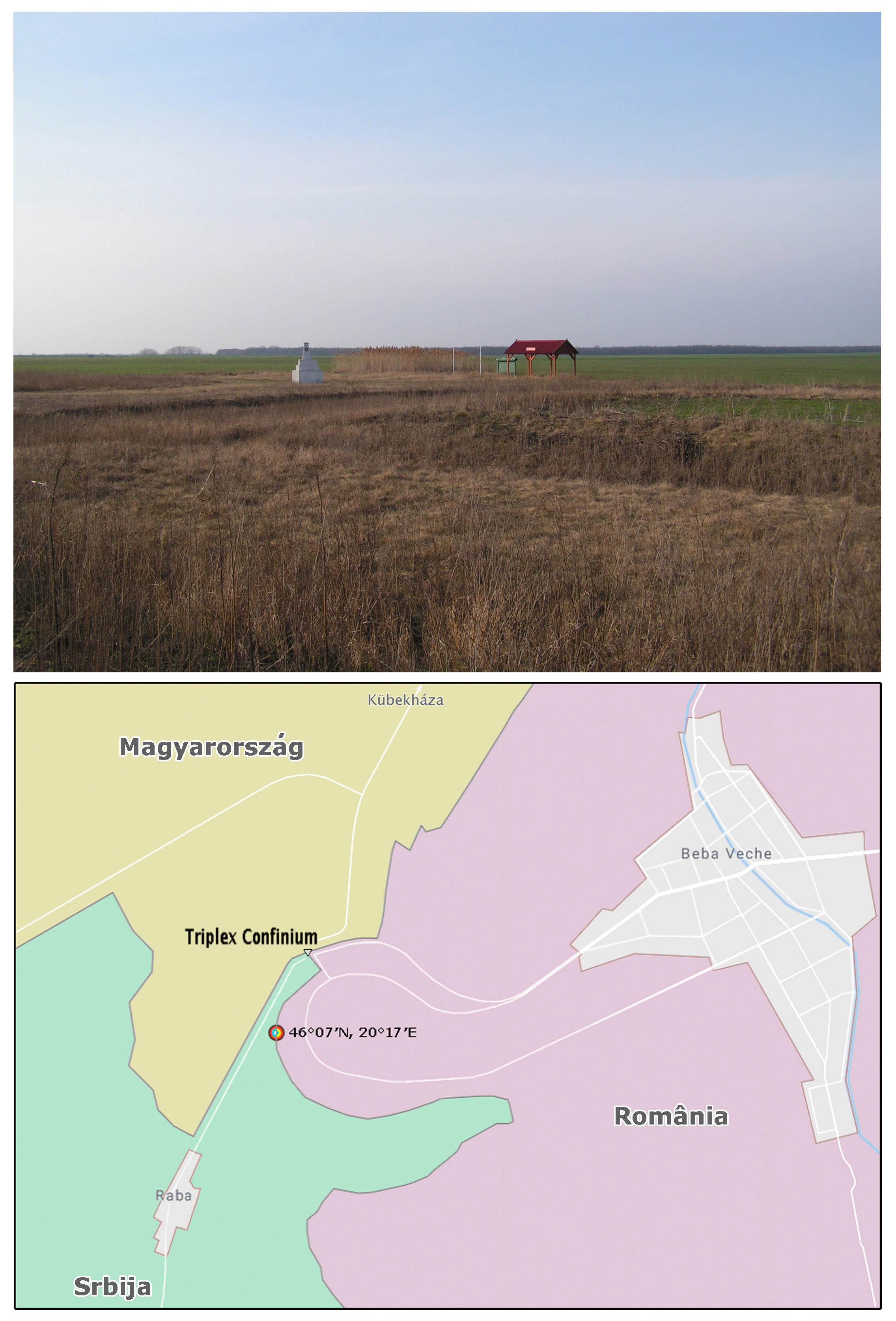
Dreiländereck Rumänien–Ungarn–Serbien bei Beba Veche

Die Gesamtlänge der Grenzen beträgt 3.149,9 km; davon entfallen 1.085,6 km auf Land, 1.816,9 km auf Flüsse und 247,4 km auf Seegrenzen. Die Republik Moldau ist das Nachbarland mit der längsten gemeinsamen Grenze zu Rumänien; die 681,3 km werden vollständig vom Fluss Pruth gebildet. Von der 649,4 km langen Grenze zur Ukraine sind 31,7 km Seegrenze im Schwarzen Meer; die übrigen 617,7 km verteilen sich auf zwei Abschnitte nordwestlich und südöstlich der Republik Moldau; 343,9 km fallen auf Flüsse (überwiegend Pruth und Donau), 273,8 km auf Land. Zum südlichen Nachbarn Bulgarien beträgt die Grenzlänge 631,3 km, wobei der längste Abschnitt (470,0 km) von der Donau gebildet wird; 139,1 km sind Land- und 22,2 km Seegrenze. Die Grenze mit Serbien ist 564,4 km lang; 256,8 km liegen auf dem Land und 289,6 km auf Flüssen (vorwiegend Donau). Zum nordwestlichen Nachbarn Ungarn hat Rumänien eine Grenzlänge von 448,0 km, von denen
32,1 km auf Flüsse (vorwiegend Mureș) und 415,9 km auf Land entfallen. Die Seegrenze zum offenen Meer beträgt nach offiziellen Angaben 193,5 km.
Die Bodenfläche Rumäniens beläuft sich auf 238.391 km². Davon sind 38 % Acker- und 19 % Weideland, 27 % bewaldet, 4 % werden von Binnengewässern (Seen, Flüsse) bedeckt. Die übrigen 12 % sind Ödland (z. B. im Gebirge) oder mit Gebäuden und Verkehrseinrichtungen besetzt.
Der höchste Gipfel ist der Moldoveanu im Făgăraș-Gebirge mit 2.544 m, der niedrigste Punkt die Küste des Schwarzen Meeres.

## Physische Geographie

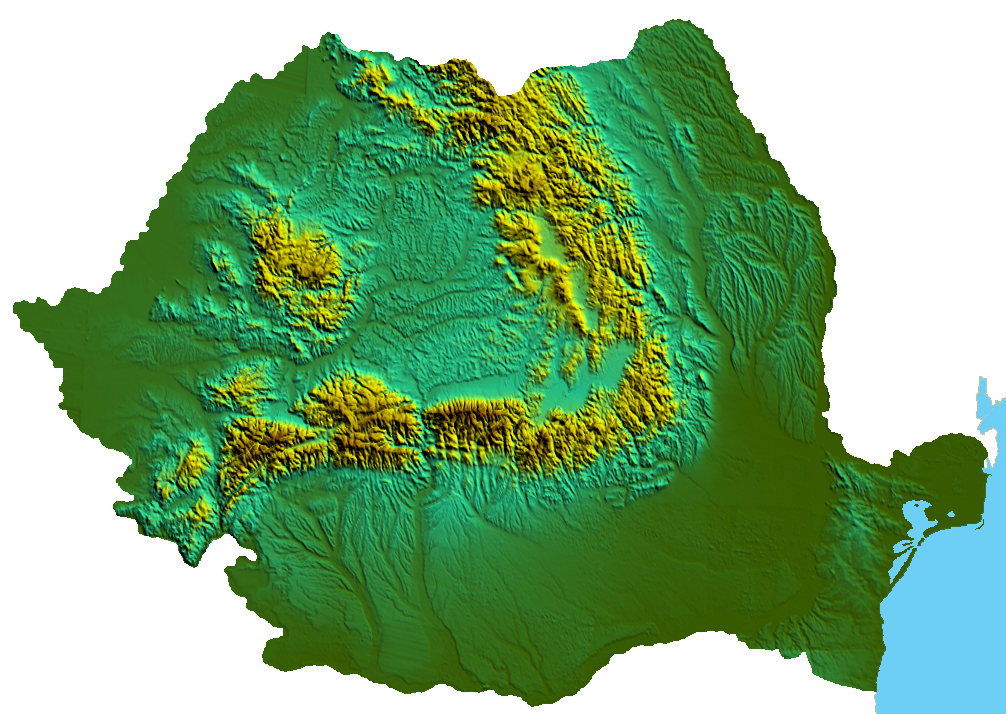
Topografische Karte Rumäniens

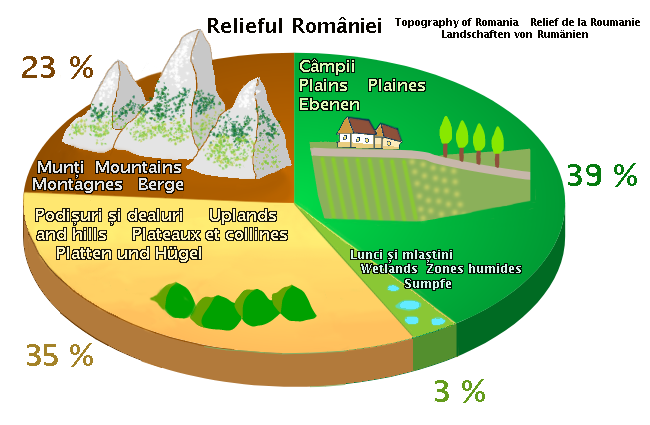
Naturlandschaften Rumäniens

### Geomorphologische Gliederung
Das Territorium Rumäniens ist landschaftlich sehr vielfältig gegliedert. Vom Norden bis in den Südwesten des Landes durchziehen die Karpaten (rumänisch Carpați) in einem S-förmigen Bogen das gesamte Land. Von diesem Bogen zweigt im Westen des Landes das Massiv der Westrumänischen Karpaten (Carpații Occidentali) ab. Die Südkarpaten (Carpații Meridionali) liegen in vollem Umfang, die Westrumänischen Karpaten fast völlig und die Ostkarpaten (Carpații Orientali) zu etwa 40 % auf rumänischem Gebiet. Diese drei Teilmassive der Karpaten umschließen fast vollständig eine in etwa 300 – 600 Meter über dem Meeresspiegel gelegene Hochebene, das Siebenbürgische Becken (Podișul Transilvaniei). Westlich und nordwestlich davon besitzt Rumänien kleine Anteile an der Großen Ungarischen Tiefebene (Câmpia de Vest).
Östlich und südlich ist dem Karpatenbogen das Karpatenvorland (Subcarpați) vorgelagert, das im Süden in die Walachische Tiefebene (Câmpia Română), im Osten in das Moldau-Hochland (Podișul Moldovei) übergeht. Ganz im Nordosten des Landes, zwischen den Flüssen Sereth und Pruth, liegt die Moldau-Tiefebene (Câmpia Moldovei). Das kleine Gebiet östlich des Unterlaufs der Donau ist von Hügeln geprägt (Dobrudscha-Hochland, rum. Podișul Dobrogei).
Insgesamt sind 31 % des rumänischen Territoriums von Gebirgen bedeckt; 36 % entfallen auf Hügel- und Hochländer und 33 % auf Tiefebenen.

### Klimageographie

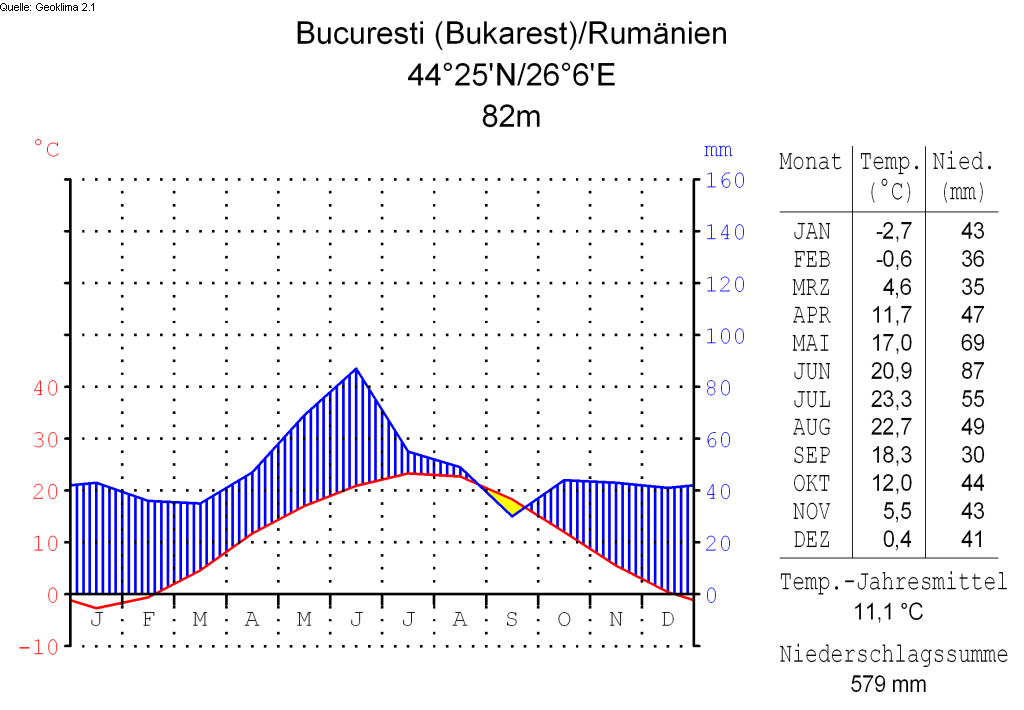
Klimadiagramm Bukarest

Rumänien gehört zur gemäßigten Klimazone im Bereich des kontinentalen Klimas. Dabei gibt es abhängig von der Jahreszeit innerhalb des Landes recht ausgeprägte Temperatur- und Niederschlagsunterschiede. Prinzipiell ist das Klima östlich und südlich des Karpatenbogens kontinentaler, was sich insbesondere in heißeren Sommern niederschlägt. Das Land wird vom Balkangebirge und von den Dinarischen Alpen gegen mediterrane Einflüsse abgeschirmt. Der kälteste Monat ist in der Regel der Januar, der wärmste der August. Die langjährigen Jahresmitteltemperaturen der größeren Städte liegen zwischen 7,5 °C (Suceava) und 11,5 °C (Calafat). Die kälteste, jemals in Rumänien gemessene Temperatur betrug −38,5 °C (25. Januar 1942, Bod), die wärmste 44,5 °C (10. August 1951, bei Brăila). Durch die kalten Winter liegt relativ lange eine geschlossene Schneedecke (25 Tage an der Schwarzmeerküste, 55 Tage im Siebenbürgischen Becken).
Die Niederschläge hängen unter anderem von der Höhenlage ab; tendenziell nehmen sie nach Südosten ab. In Constanța am Schwarzen Meer beträgt das langjährige Niederschlagsmittel 368 mm pro Jahr, in Târgu Jiu 726 mm. Der niederschlagsreichste Monat ist in den meisten Städten der Juni, die niederschlagsärmsten der Januar, der Februar oder der März. In den Gipfelregionen der Karpaten kann die Jahresniederschlagsmenge bis zu 2.000 mm betragen. Unter Meteorologen wird diskutiert, ob die sich in letzter Zeit häufende Überschwemmungen und tendenziell zunehmende Temperaturen Folge des Klimawandels sind.

### Schutzgebiete
Die vielseitig gegliederte Landschaft Rumäniens einerseits und die zunehmende Bedrohung der Natur durch zivilisatorische Einflüsse andererseits führte in den letzten Jahrzehnten zu verstärkten Anstrengungen für den Naturschutz. Zahlreiche attraktive und ökologisch wertvolle Regionen wurden unter Schutz gestellt. Im Jahre 2007 betrug deren Anteil an der Fläche des Landes insgesamt 37 %. Im Einzelnen gibt es
- 79 Wissenschaftliche Reservate (Rezervații științifice) mit einer Fläche von 1.006 km²
- 13 Nationalparks (Parcuri naționale), 3.159 km²
- 190 Naturdenkmäler (Monumente ale naturii), 182 km²
- 671 Naturreservate (Rezervații natural), 1.365 km²
- 14 Naturparks (Parcuri natural), 7.374 km²
- 3 Biosphärenreservate (Rezervații ale biosferei), 6.644 km²
- 5 Feuchtbiotope internationaler Bedeutung (Zone umede de importanță international), 6.166 km²
- 108 Spezielle ornithologische Schutzgebiete (Arii de protecție specială avifaunistică), 2.993 km²
- 273 Plätze allgemeinen Interesses (Situri de importanță comunitară), 32.841 km²[1]

#### Nationalparks

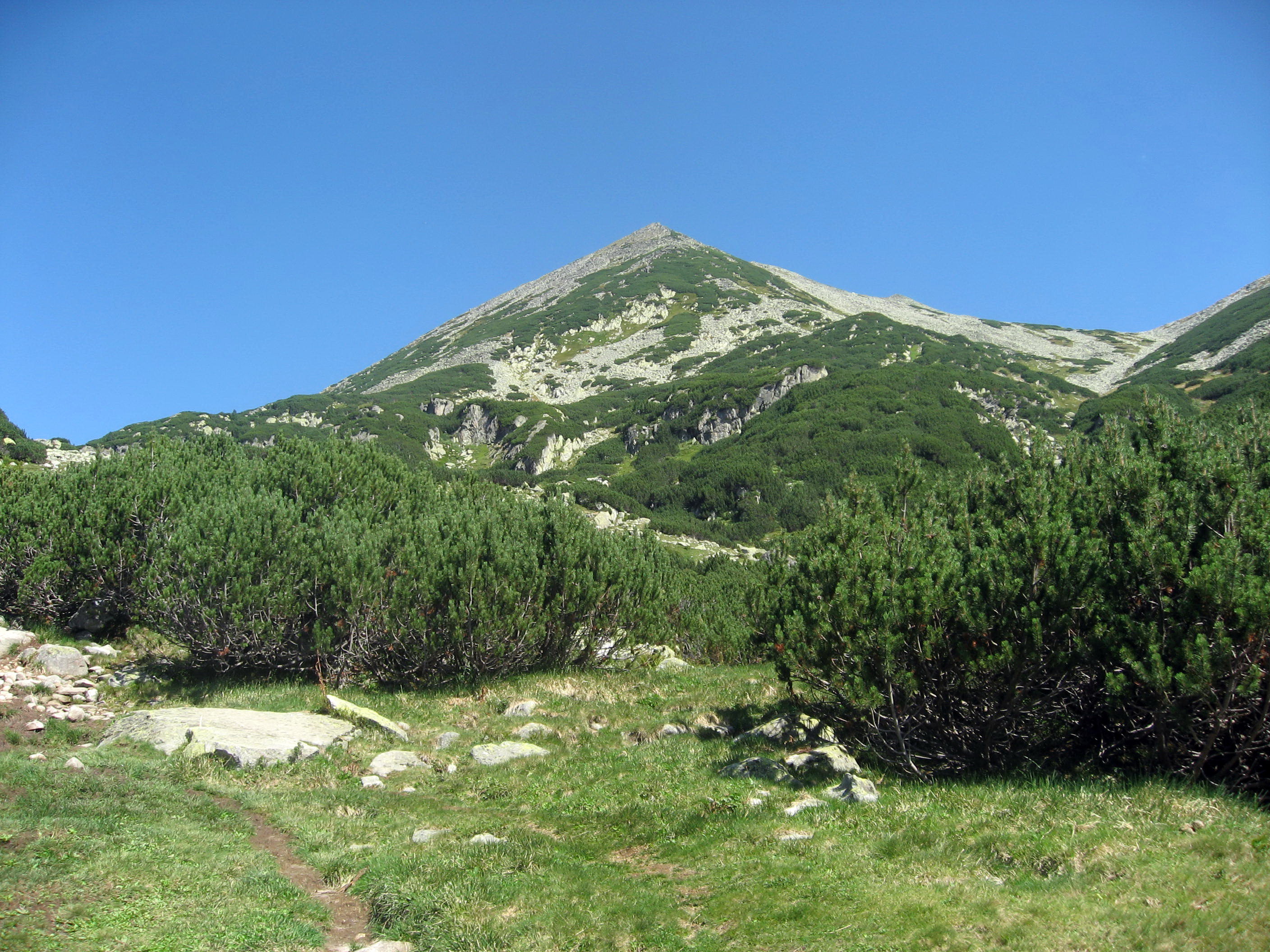
Nationalpark Retezat

In Rumänien gab es 2007 13 Nationalparks mit einer Gesamtfläche von 3.159 km². Dies sind:
- Buila-Vânturărița, Kreis Vâlcea, gegründet 2004, 42 km²
- Călimani, Kreise Bistrița-Năsăud, Suceava und Mureș, gegründet 1990, 240 km²
- Ceahlău, Kreis Neamț, gegründet 2004, 84 km²
- Cheile Bicazului-Hășmaș, Kreise Neamț und Harghita, gegründet 2000, 66 km²
- Cheile Nerei-Beușnița, Kreis Caraș-Severin, gegründet 2000, 371 km²
- Cozia, Kreis Vâlcea, gegründet 2003, 171 km²
- Defileul Jiului, Kreise Gorj und Hunedoara, gegründet 2005, 111 km²
- Domogled-Valea Cernei, Kreise Caraș-Severin, Mehedinți und Gorj, gegründet 1990, 601 km²
- Nationalpark Muntii Măcinului, Kreis Tulcea, gegründet 2003, 113 km²
- Rodna, Kreise Bistrița-Năsăud, Maramureș und Suceava, gegründet 2000, 464 km²
- Nationalpark Piatra Craiului, Kreise Argeș und Brașov, gegründet 1990, 148 km²
- Retezat, Kreis Hunedoara, gegründet 1935, 380 km²
- Semenic-Cheile Carașului, Kreis Caraș-Severin, gegründet 1990, 367 km²

#### Andere geschützte Areale

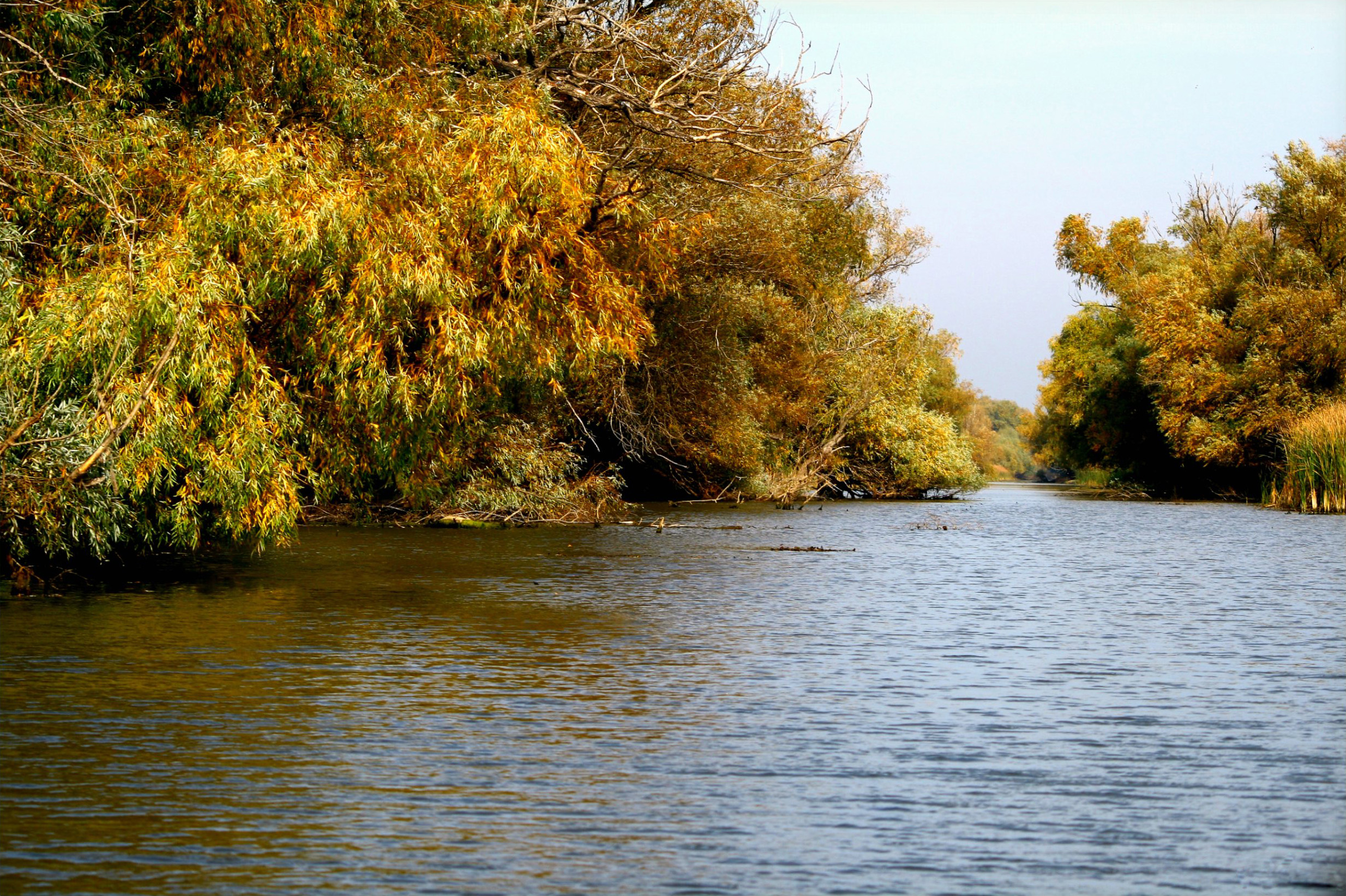
Donaudelta

Drei Gebiete wurden als Biosphärenreservate (Rezervații ale biosferei) ausgewiesen. Sie bedeckten 2007 eine Gesamtfläche von 6644 km². Hierbei handelt es sich um
- das Donaudelta (Delta Dunării), Kreise Tulcea und Constanța, 5800 km²
- Pietrosu Rodnei, Kreis Maramureș, 464 km²
- Retezat, Kreis Hunedoara, 380 km²

Die 14 Naturparks sind
- Maramureș-Gebirge, Kreis Maramureș, 1489 km²
- Naturpark Eisernes Tor, Kreise Caraș-Severin und Mehedinți, 1157 km²
- Geopark Mehedinți-Plateau, Kreis Mehedinți, 1060 km²
- Geopark der Dinosaurier – Hatzeger Land, Kreis Hunedoara, 1024 km²
- Naturpark Apuseni, Kreise Bihor und Cluj, 758 km²
- Putna-Vrancea, Kreis Vrancea, 382 km²
- Bucegi, Kreise Argeș, Brașov, Dâmbovița und Prahova, 327 km²
- Vânători Neamț, Kreis Neamț, 308 km²
- Naturpark Comana, Kreis Giurgiu, 250 km²
- Balta Mica a Brăilei, Kreis Brăila, 175 km²
- Lunca Mureșului, Kreise Arad und Timiș, 172 km²
- Grădiștea Muncelului - Cioclovina, Kreis Hunedoara, 100 km²
- Defileul Mureșului Superior, Kreis Mureș, 92 km²
- Lunca Joasă a Prutului Inferior, Kreis Galați, 82 km²

Die UNESCO zeichnete sieben Gebiete bzw. kulturhistorische Regionen Rumäniens als „Welterbe“ aus, darunter ist mit dem Donaudelta ein Landschaftsraum; es steht auf einer Fläche von etwa 312.000 ha unter UNESCO-Schutz.

### Waldfläche

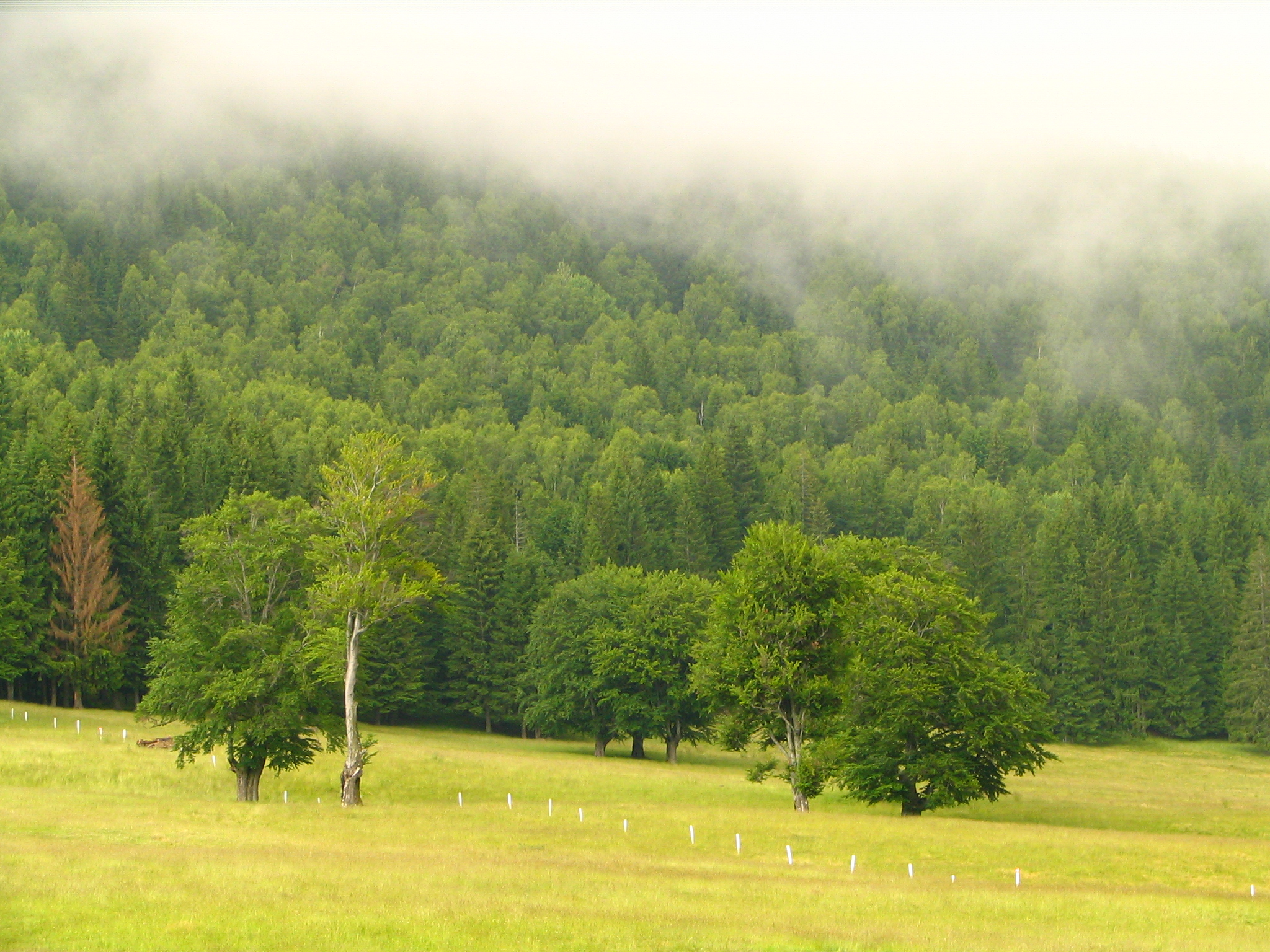
Laubwald im Kreis Harghita

Etwa 27 % der Landesfläche sind von Wäldern bedeckt. Ein großer Teil davon besteht aus Laubwäldern. In den unteren Regionen (bis etwa 600 Metern) dominieren Eichen, Steineichen, Kornelkirschen, Bergahorne, Linden und Eschen. Insbesondere im Flusslauf der Donau und im Donaudelta gibt es Auwälder mit Weiden und Pappeln. In höheren Lagen (ca. 1200–1400 m) wachsen vorwiegend Buchen und Eichen. Oberhalb davon sind vorwiegend Nadelhölzer (Tannen, Fichten, Lärchen, Kiefern) anzutreffen. Die Baumgrenze liegt bei ca. 1900 Metern. In den südlichen Landesteilen wachsen mediterrane Bäume wie z. B. Edelkastanien. Insgesamt ist die Buche (31 %) der häufigste Baum, gefolgt von den Fichten (22 %) und den Eichen.

### Flüsse und Seen

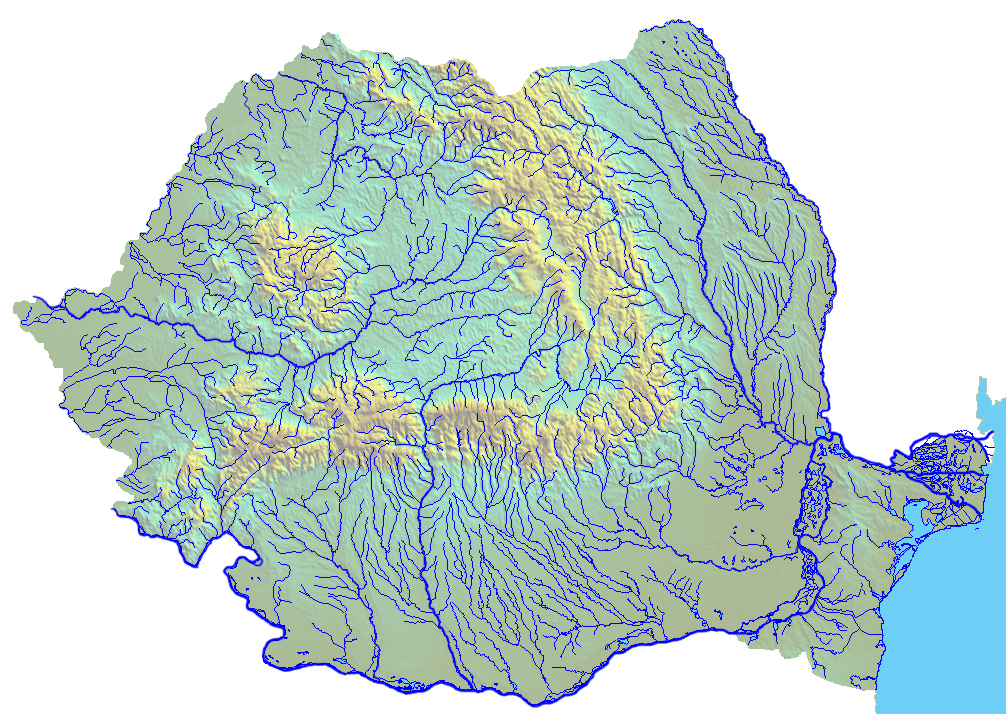
Das Gewässernetz Rumäniens

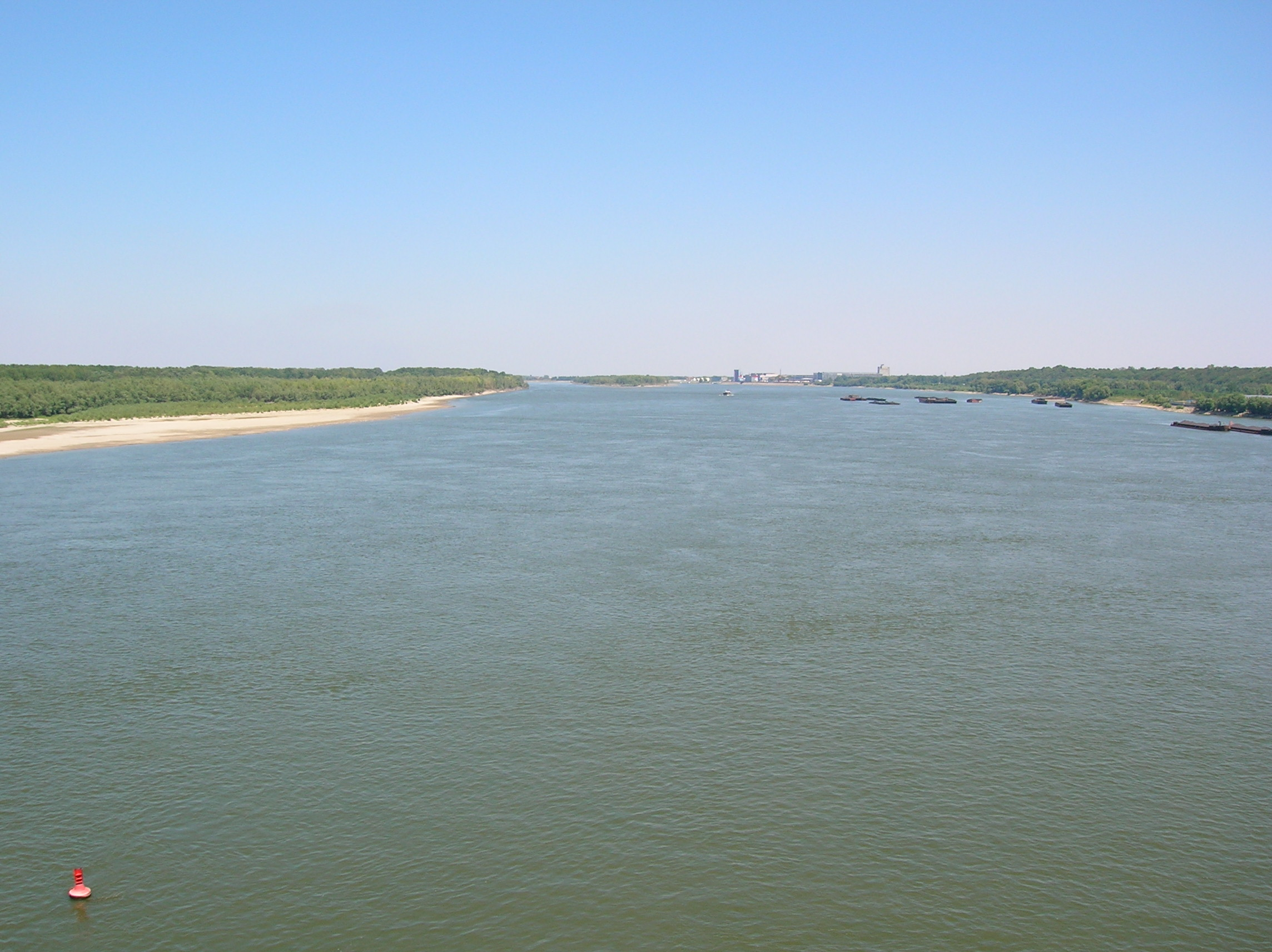
Die Donau bei Giurgiu

Nahezu das gesamte Land gehört zum Flusssystem der Donau (rum. Dunărea). Nur ganz im Osten des Landes, in der Dobrudscha, münden einige kleinere Flüsse direkt in das Schwarze Meer.
Die Donau berührt auf einer Länge von 1.075 km rumänisches Territorium. Sie ist der wasserreichste Fluss des Landes. Am Eisernen Tor hat sie eine mittlere Wasserführung von 5.300 m³/s, vor dem Donaudelta in Höhe von Ismajil 6.470 m³/s. Sie bildet einen längeren Abschnitt der Grenze zu Bulgarien. Ein besonderes Ökosystem stellt das ca. 5.650 km² große Donaudelta dar, das zu etwa 80 % zu Rumänien, zum kleineren Teil zur Ukraine gehört.
Wichtige – sämtlich linke – rumänische Zuflüsse der Donau sind die Theiß (Tisa), der Jiu (Schil), der Olt (Alt), der Argeș, die Ialomița, der Siret (Sereth) und der Pruth (Prut). Der Pruth bildet dabei die komplette Grenze zwischen Rumänien und der Republik Moldau. Der Mureș (Mieresch) ist mit 761 km der längste Fluss auf innerrumänischem Territorium. Über das größte Einzugsgebiet unter den Donau-Nebenflüssen verfügt der Siret mit 42.890 km². Der wichtigste künstliche Wasserweg ist der Donau-Schwarzmeer-Kanal zwischen Cernavodă und Constanța mit einer Länge von 64 km.

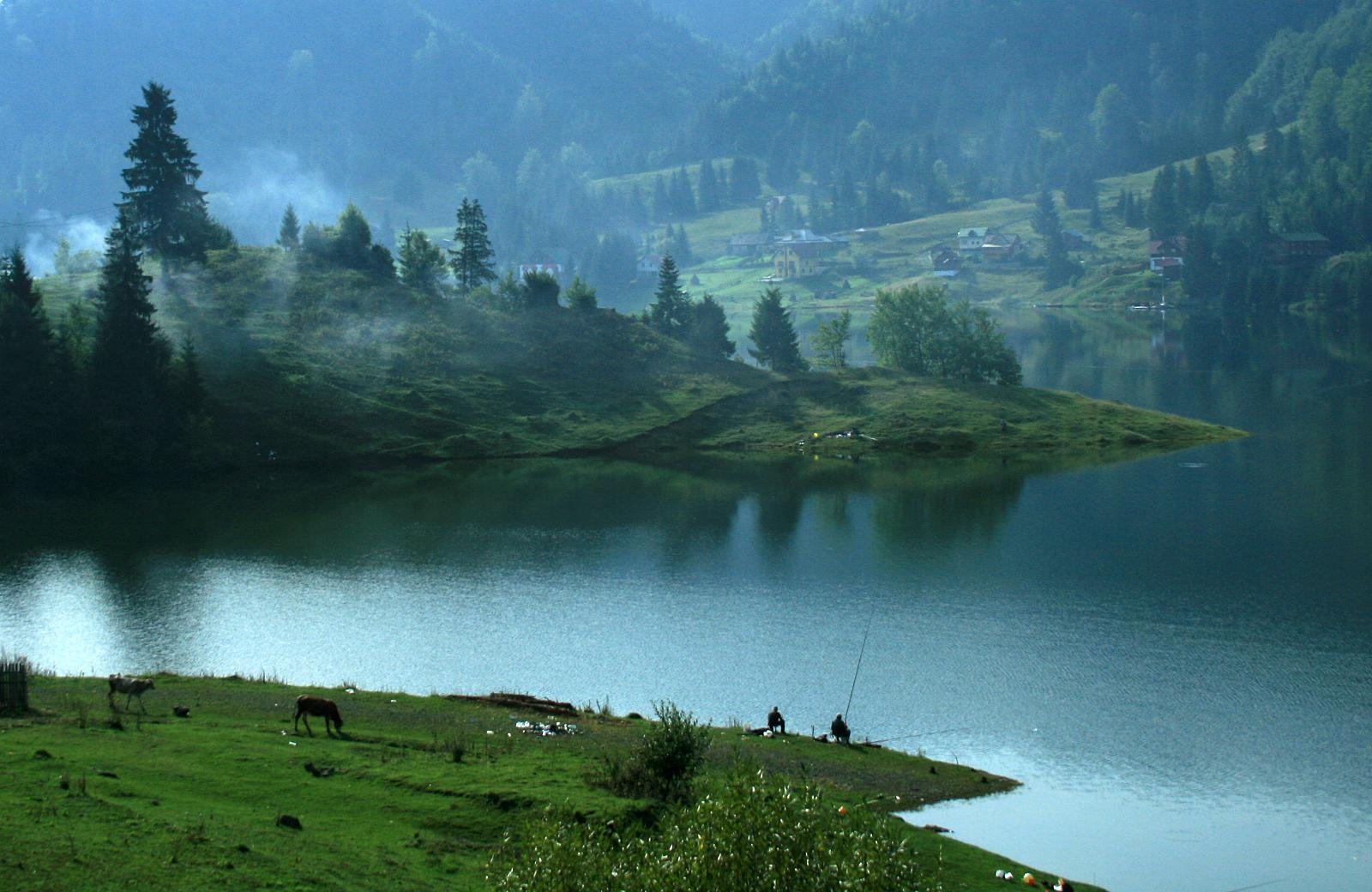
Cobilița-See, Kreis Bistrița-Năsăud

Die komplexen geologischen und geomorphologischen Gegebenheiten führten zur Entstehung vielfältiger Formen natürlicher Seen. Die wichtigsten sind:
- Glaziale Seen (Bucura-See, Kreis Hunedoara, 10,5 ha; Bâlea-See, Kreis Sibiu, 4,7 ha)
- Vulkanische Kraterseen (Sfânta Ana-See, Kreis Harghita, 22,0 ha)
- Seen in Karstsenken (Zăton-See, Kreis Mehedinți, 20 ha)
- Natürliche Stauseen (Lacul Roșu, Kreis Harghita, 13 ha)
- Klastokarst-Seen (Ianca-See, Kreis Brăila, 322 ha)
- Seen an Flussufern (Oltina-See, Kreis Constanța, 2509 ha; Iezerul Mostiștei, Kreis Călărași, 1860 ha)
- Seen an der Mündung von Flüssen (Tașaul-See, 2335 ha; Techirghiol-See, jeweils Kreis Constanța, 1161 ha)
- Lagunen (Razim-See, Kreis Tulcea, 41500 ha; Sinoie-See, Kreis Constanța, 17150 ha)
- Sumpfseen (Brateș-See, Kreis Galați, 2111 ha, Bistreț-See, Kreis Dolj, 1867 ha)
- Seen im Donaudelta (Dranov-See, 2170 ha, Lacul Roșu, jeweils Kreis Tulcea, 1445 ha)[1]

Der größte künstliche Stausee ist der am Eisernen Tor an der Donau mit etwa 700 km², gefolgt von Ostrovu Mare (Donau, 79 km², Kreis Mehedinți), Stânca-Costești (Pruth, 59 km², Kreis Botoșani) und Izvorul Muntelui-Bicaz (Bistrița, 31 km², Kreis Neamț).

### Bodenschätze
Rumänien ist reich an Bodenschätzen. Gefördert werden unter anderem Erdöl, Erdgas, Braun- und Steinkohle, Eisenerze, Bauxit, Salz, Gold, Silber und Uran. Erdöl wird vor allem in der Umgebung von Ploiești im Prahova-Tal gewonnen. Die wichtigsten Braunkohlelagerstätten befinden sich im Südwesten des Landes.

## Humangeographie

### Wirtschaftsgeographie
Siehe auch Hauptartikel Wirtschaft Rumäniens.
Das Bruttoinlandsprodukt (BIP) lag 2008 bei 137 Milliarden Euro, pro Kopf etwa 6.500 € (Deutschland 30.400 €); das sind ca. 25 %, bezogen auf Kaufkraftstandards etwa 46 % des EU-Durchschnitts. Die Bruttowertschöpfung verteilte sich folgendermaßen auf die einzelnen Wirtschaftsbereiche:
- Landwirtschaft 7 %
- Industrie (Rohstoffe, Herstellung von Waren, Energie, Wasser) 26 %
- Bau 12 %
- Handel, Transport und Kommunikation 26 %
- Unternehmensbezogene und Finanzdienstleistungen 14 %
- Sonstige Dienstleistungen (einschl. öffentliche) 15 %

Die Arbeitslosenquote war 2009 mit etwa 6 % recht gering; auf der anderen Seite lag die Beschäftigungsquote im Jahr 2008 mit 59,0 % deutlich unter dem EU-Durchschnitt von 65,9 %. Die Arbeitsproduktivität pro geleisteter Arbeitsstunde ist im EU-Vergleich niedrig, von 2000 bis 2008 jedoch von 19 auf 31 % des EU-Durchschnitts angestiegen. Der Jahresverdienst im Industrie- und Dienstleistungssektor war 2006 mit 3.713 Euro der zweitniedrigste in der EU (EU-Durchschnitt 31.302 Euro).
Das BIP verteilt sich sehr unterschiedlich auf die Regionen des Landes. Während in Bukarest und in seiner unmittelbare Umgebung das Pro-Kopf-BIP bezogen auf Kaufkraftstandards über dem EU-Durchschnitt liegt (113 %), werden im Nordosten des Landes nur 29 % erreicht.

#### Landwirtschaft
Die landwirtschaftlich genutzte Fläche beträgt etwa 137.500 km². Etwa 4,6 % davon sind bewässerbar, 1,0 % ökologisch bewirtschaftet. Die wichtigsten angebauten Pflanzen sind Weizen, Mais, Gerste, Wein, Kartoffeln, Sonnenblumen und Zuckerrüben. In Rumänien existierten 2007 3,931 Millionen landwirtschaftlicher Betriebe, was 29 % aller landwirtschaftlichen Betriebe in der EU entspricht und damit die höchste absolute Zahl in der EU darstellt.

#### Industrie
Die Industrie Rumäniens befindet sich im Wandel. Grund hierfür ist insbesondere der Niedergang zahlreicher unrentabler Unternehmen aus der Zeit vor 1989. Besonders betroffen waren der Bergbau, die Chemische Industrie, die Textilindustrie und der Maschinenbau. Wegen zögerlich in Angriff genommener Reformen ist erst seit etwa 2000 ein Anstieg der Industrieproduktion zu verzeichnen.   Wichtige Zweige sind die Rohstoffverarbeitende Industrie, die Textilindustrie, die Möbel- und die Autoindustrie, die Baustoff-, Lebensmittel-, sowie die Holz- und Papierindustrie.  Wichtigste Industriestandorte sind – neben der Hauptstadt Bukarest – im Westen des Landes die Regionen um Timișoara und Arad, in Siebenbürgen Cluj-Napoca, Sibiu und Brașov, in der Walachei die Umgebung von Pitești und Ploiești sowie an der unteren Donau Galați und Brăila.

#### Energie

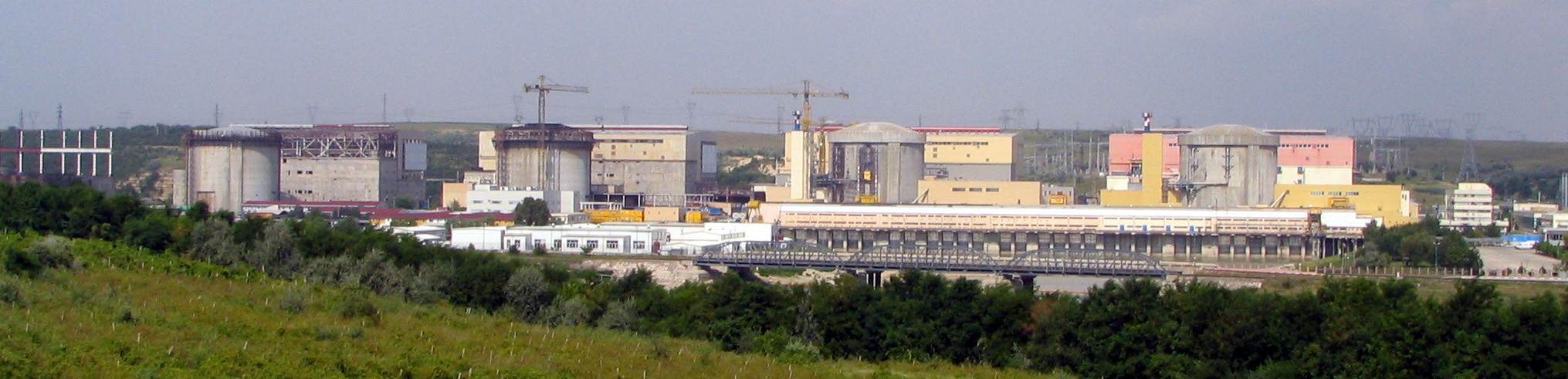
Atomkraftwerk Cernavodă

Die Gesamterzeugung von Primärenergie betrug 2007 27,6 Millionen Tonnen Rohöleinheiten. Diese verteilten sich zu 33,4 % auf Erdgas, 24,8 % auf fossile Brennstoffe, 17,5 % auf Rohöl, 17,1 % auf erneuerbare Energien und 7,2 % auf Kernenergie. Die erneuerbaren Energien wiederum kamen zu 70,5 % aus Biomasse und Abfällen, 29,1 % aus Wasserkraft und 0,4 % aus geothermischer Energie. Wind- und Solarenergie wurde praktisch nicht produziert. Es mussten netto 12,8 Millionen Tonnen Rohöleinheiten importiert werden, so dass der gesamte Primärenergieverbrauch 40,6 Millionen Rohöleinheiten betrug. Damit kommen etwa 25 % des rumänischen Energiebedarfes aus dem Ausland. Der Endenergieverbrauch lag 2007 bei 24,0 Millionen Rohöleinheiten. Die Brutto-Stromerzeugung betrug 2007 61,7 Gigawattstunden.

#### Außenhandel
Der Außenhandel Rumäniens ist defizitär; 2008 standen Einfuhren im Wert von 56,2 Mrd. Euro Ausfuhren von 33,6 Mrd. Euro gegenüber.

#### Verkehr
Im Binnenverkehr wurden im Jahr 2007 75,3 % der anfallenden Personenkilometer durch PKW geleistet, 15,3 % durch Busse und 9,4 % durch Eisenbahnen, Straßen- und U-Bahnen.  Im Güterverkehr verteilten sich 2008 die Tonnenkilometer zu 19,5 % auf Eisenbahnen, 69,8 % auf LKW und zu 10,7 % auf die Binnenschifffahrt. Insgesamt betrug 2008 der Güterbinnenverkehr 80,830 Milliarden Tonnenkilometer.

##### Transport zu Wasser
Der mit Abstand wichtigste Seehafen ist Constanța; über eine gewisse Bedeutung verfügt auch Mangalia.
Wassertransport gibt es in der Rumänien vorwiegend auf der Donau, dem Donau-Schwarzmeer-Kanal und dem Bega-Kanal, der die Stadt Timișoara über serbisches Territorium mit der Donau verbindet. Die Gesamtlänge der schiffbaren Flüsse beträgt 1647 km, der schiffbaren Kanäle 132 km. Die wichtigsten Binnenhäfen an der Donau sind Moldova Nouă, Orșova, Drobeta-Turnu Severin, Calafat, Corabia, Turnu Măgurele, Zimnicea, Giurgiu, Oltenița, Călărași, Cernavodă, Hârșova, Măcin, Brăila, Galați, Tulcea und Sulina.

##### Straßennetz

Das Fernstraßennetz Rumäniens

Das Straßennetz Rumäniens hat eine Länge von Straßen 81.713 km. Davon sind aktuell (2009) 321 km Autobahnen.

##### Schienennetz

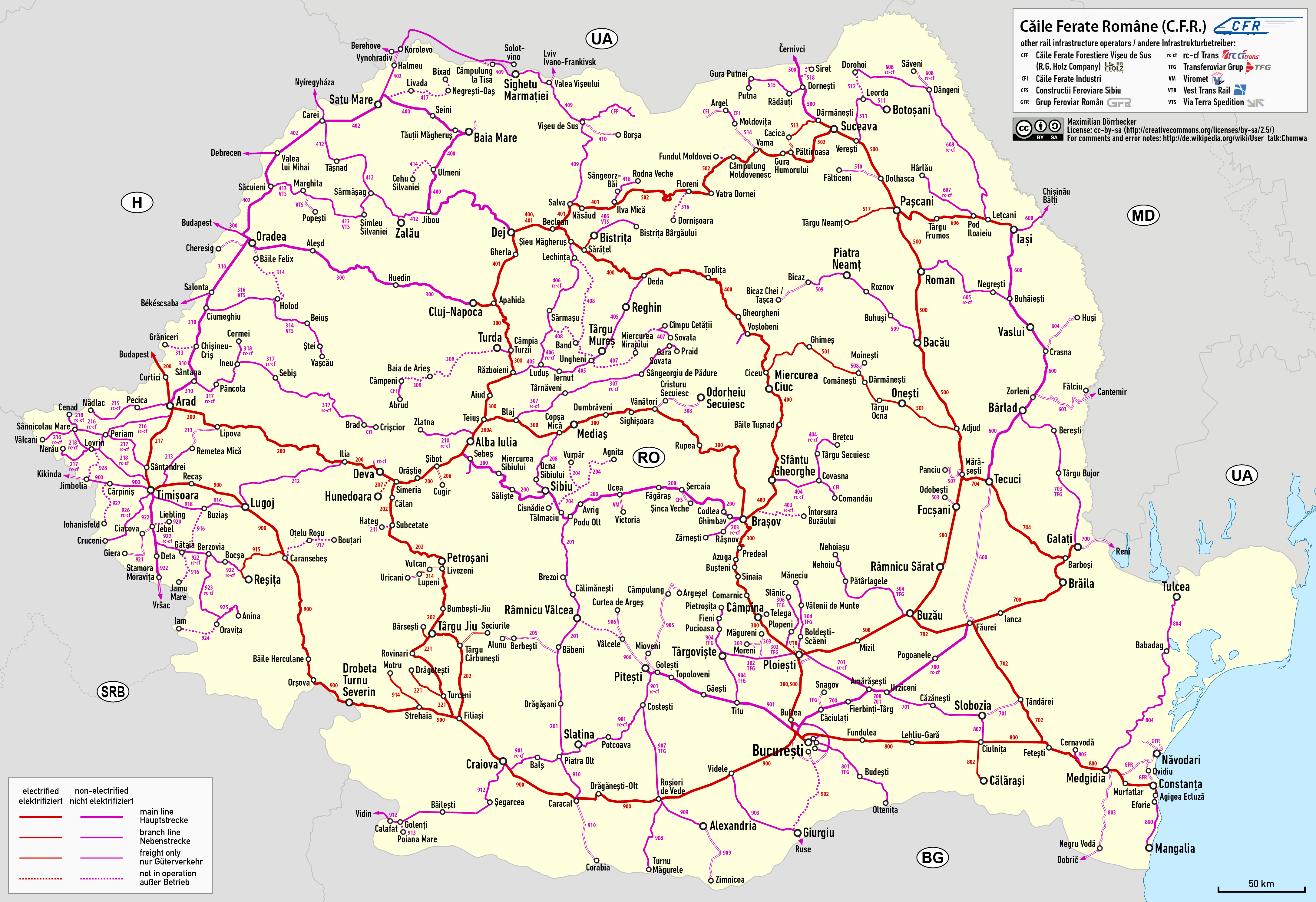
Das Schienennetz Rumäniens

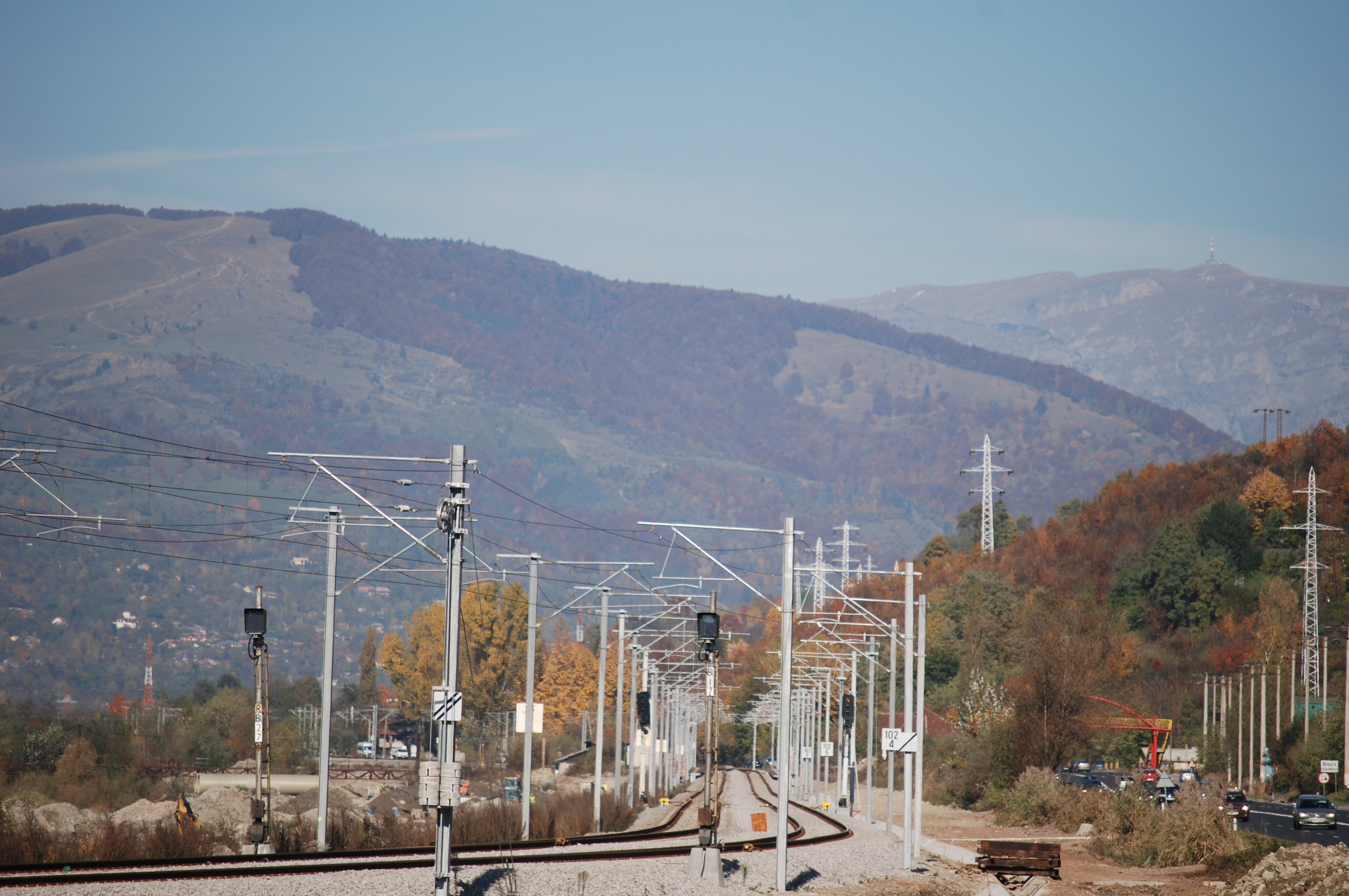
Bahnlinie bei Breaza

Das Streckennetz der rumänischen Eisenbahngesellschaft CFR umfasst 10.784 km (Stand 2009). Davon sind 4.002 km elektrifiziert und 2.909 km mehrgleisig. 2007 wurden im innerstaatlichen Eisenbahnverkehr 7,271 Milliarden Personenkilometer (pkm) registriert; das entspricht 337 pkm pro Einwohner und damit weniger als der Hälfte des EU-Durchschnittes.

##### Flugverkehr
Die wichtigsten Flughäfen für den Personenverkehr befinden sich in Bukarest (Henri Coandă-Otopeni und Băneasa), Constanța (Mihail Kogălniceanu), Timișoara (Traian Vuia), Cluj-Napoca, Iași, Arad, Oradea, Baia Mare, Târgu Mureș, Suceava, Bacău, Deva, Sibiu, Craiova und Tulcea.
Im innerstaatlichen und grenzüberschreitenden Flugverkehr wurden 2008 8,031 Millionen Passagiere registriert; das entspricht 0,4 Fügen pro Jahr und Einwohner. Der innerstaatliche Luftfrachtverkehr ist sehr gering (291 Tonnen im Jahr 2008).

### Sozialgeographie

#### Bevölkerungsgeographie

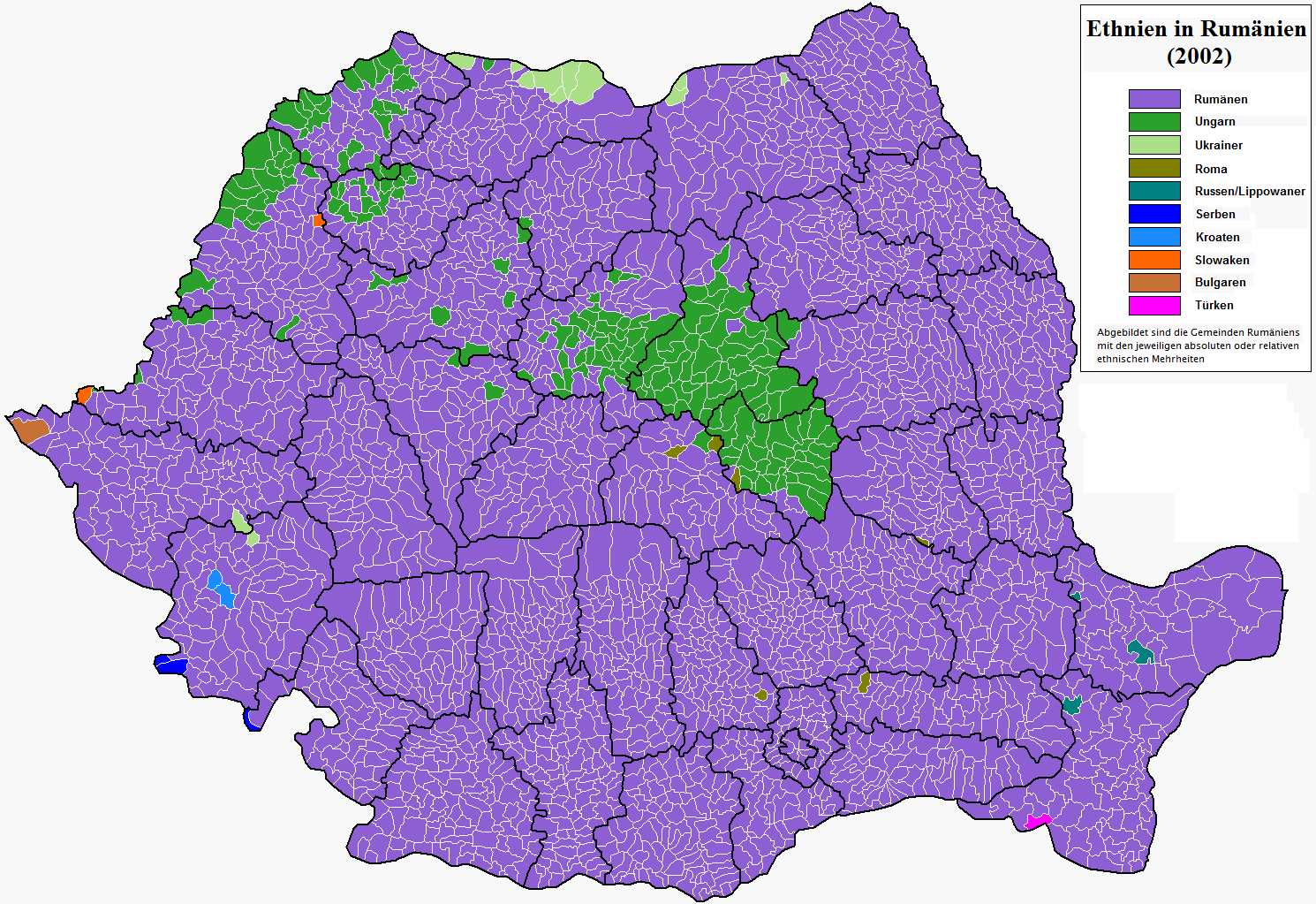
Ethnische Karte Rumäniens

In Rumänien lebten 2008 rund 21,5 Millionen Menschen.
Bei der letzten Volkszählung im Jahr 2002 bekannten sich von den damals 21,68 Millionen Einwohnern 89,5 % zur rumänischen Nationalität. 6,6 % bezeichneten sich als Ungarn, 2,5 % als Roma, je 0,3 % als Ukrainer und Deutsche. Dabei dürfte der tatsächliche Anteil an Roma deutlich höher – bei etwa 10 % – liegen.
Wie in anderen europäischen Ländern auch, ist die Anzahl der Geburten in den letzten Jahrzehnten deutlich zurückgegangen. Die Gesamtfruchtbarkeitsziffer liegt bei 1,30 Kindern je Frau und ist damit noch niedriger als in Deutschland. Die Bevölkerungspyramide weicht nur wenig vom EU-Durchschnitt ab; Jugendliche und junge Erwachsene sind etwas stärker, Senioren etwas schwächer vertreten. Unter allen EU-Ländern hatte Rumänien zwischen 2000 und 2008 den stärksten Bevölkerungsrückgang zu verzeichnen (−4,1 %). Die Geburtenziffer betrug 2008 10,3/1000 Einwohner und war damit etwas geringer als in der Gesamt-EU (10,9). Die Lebenserwartung bei der Geburt wurde 2007 für Männer mit 69,7, für Frauen mit 76,9 Jahren angegeben.
In Rumänien leben sehr wenige Ausländer; ihr Anteil betrug 2007 nur wenig mehr als 0,1 %.
Verlässliche Angaben zu Migrationsbewegungen liegen nur in geringem Umfang vor. Offiziell wanderten zwischen 2000 und 2003 etwa 43.500 Bürger aus. Viele im Ausland arbeitende Rumänen werden von der Statistik jedoch nicht erfasst, weil sie ihren rumänischen Wohnsitz nicht abgemeldet haben. 2007 schätzte der Nationale Gewerkschaftsblock Rumäniens, dass 3,4 Millionen Rumänen im Ausland arbeiteten, davon nur 1,2 Millionen legal.

#### Siedlungsgeographie
In Rumänien weist die regionale Besiedlungsdichte deutliche, aber keine extremen Unterschiede auf. Die durchschnittliche Bevölkerungsdichte liegt bei 94/km². Abgesehen von der Hauptstadt Bukarest hat der Kreis Ilfov in der Umgebung der Hauptstadt die dichteste Besiedlung mit 188 Einwohnern/km², gefolgt von Prahova (183/km²). Am spärlichsten bewohnt sind der Kreis Tulcea am Donaudelta (31/km²) und der Kreis Caraș-Severin im Gebirge des Banats (38/km²).